# 广东历史
广东最早有人类活动的历史可追溯至旧石器时代初期，秦朝统一六国后纳入中原政权，明洪武年间，今广东省版图轮廓自此基本形成。明朝中叶起，广东社会发展水平逐渐跃居全国前列。中华人民共和国成立后，广东在改革开放后成为全国经济和人口第一大省。

## 史前时期
数十万年前，广东境内便有人类活动，目前确认年代最早的古人类文化遗存为今云浮市郁南县的磨刀山遗址（ 但祇發現當時的石器工具，沒有發現人類化石 ），和北京山顶洞人属同一时期。生活在距今约12.9万年前的“马坝人”，是广东省境内发现最早的人类化石。从广东各地陆续发掘的文化遗址和出土石器、陶器，可知岭南地区经历了旧石器时期、新石器时期、母系氏族社会、父系氏族社会。
古时岭南的居民，主要为百越部落中的南越族、骆越和西瓯。远古时期，现广东北部、西北部和西部大致是苍梧古国统治地域，而广东的东部和东北部则是闽越族系和吴越族系所建的古国。商周时期，岭南地区百越人聚集的部落，逐步形成各占一隅的方国，如今惠州一带的缚娄国，今清远一带的阳禺国。

## 秦至南北朝时期
公元前221年，秦王嬴政统一六国后，“因南征百越之君”派屠睢率领50万秦军攻打岭南。公元前214年，秦军基本占领岭南，秦始皇将岭南地区设桂林郡、象郡、南海郡。今广东省的大部分地区属南海郡。
秦末，南海郡尉任嚣病危，委任龙川县令赵佗代职。公元前208年，接任南海郡尉的赵佗乘秦亡之际封关绝道，公元前203年，在兼并岭南的桂林郡、象郡后，自立为南越武王，以番禺为都，正式建立南越国。公元前113年，汉武帝派兵征讨南越国，南越国灭亡，原南越国属地划入九郡，设交趾刺史部督查。东汉末年，交趾刺史部改为交州，除监察权外还拥有军政大权。

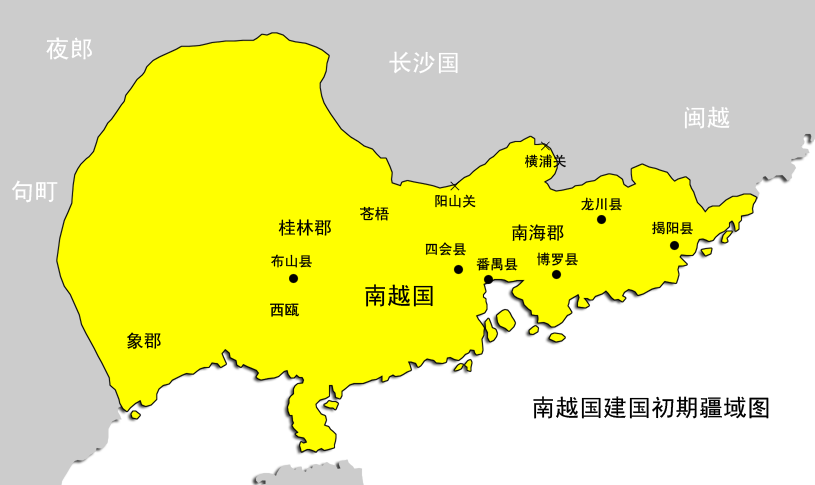
南越国疆域图。南越国在顶峰时期疆域还延伸至今越南中部地区。

三国时期，东吴孙权把势力范围扩展至岭南，公元210年， 任命步骘为交州刺史。217年，步骘把交州州治从广信东迁番禺。吴大帝黄武五年（226年），将南海郡、苍梧郡、郁林郡、高凉郡4郡从交州划出，另设广州，史称交广分治。后撤，永安七年（264年）复置广州。
西晋时，今广东省大部属当时的广州，粤北属荆州，雷州半岛和海南岛属交州。
南北朝时期，粤西、粤北一带州、郡数增加。

## 隋唐与南汉国时期
隋朝建立后，高凉俚人首领冼夫人起兵配合隋军，平定岭南，隋朝在岭南的统治始趋巩固。隋初，废南海郡，设广州、循州两个总管府。隋炀帝废州为郡，以郡统县。隋末，岭南各割据势力纷纷拥兵自保，形成割据局面。
唐代是岭南社会发展进程的一个极为重要的时期，社会较为安定，经济、政治、文化等各个方面都有了极大的改观。唐平岭南后，武德九年（636年）以所辖11州隶广州都督府。贞观元年置岭南道。乾元元年，罢岭南道采访使，改设岭南节度使，仅辖今广东地区。咸通三年岭南分东、西二道，今广东属岭南东道。

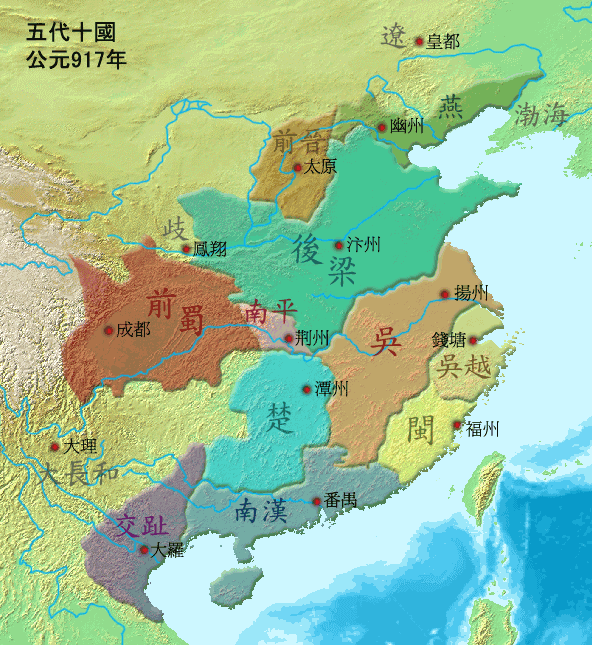
五代十国（917年）之南漢版圖。

唐朝末年，黄巢起义爆发，黄巢军南下，一度进占岭南。后梁贞元三年（917年），南海王刘䶮在番禺称帝，国号大越。次年改国号为“汉”，史称南汉。至开宝四年（971年），被宋太祖所灭。

## 宋元时期

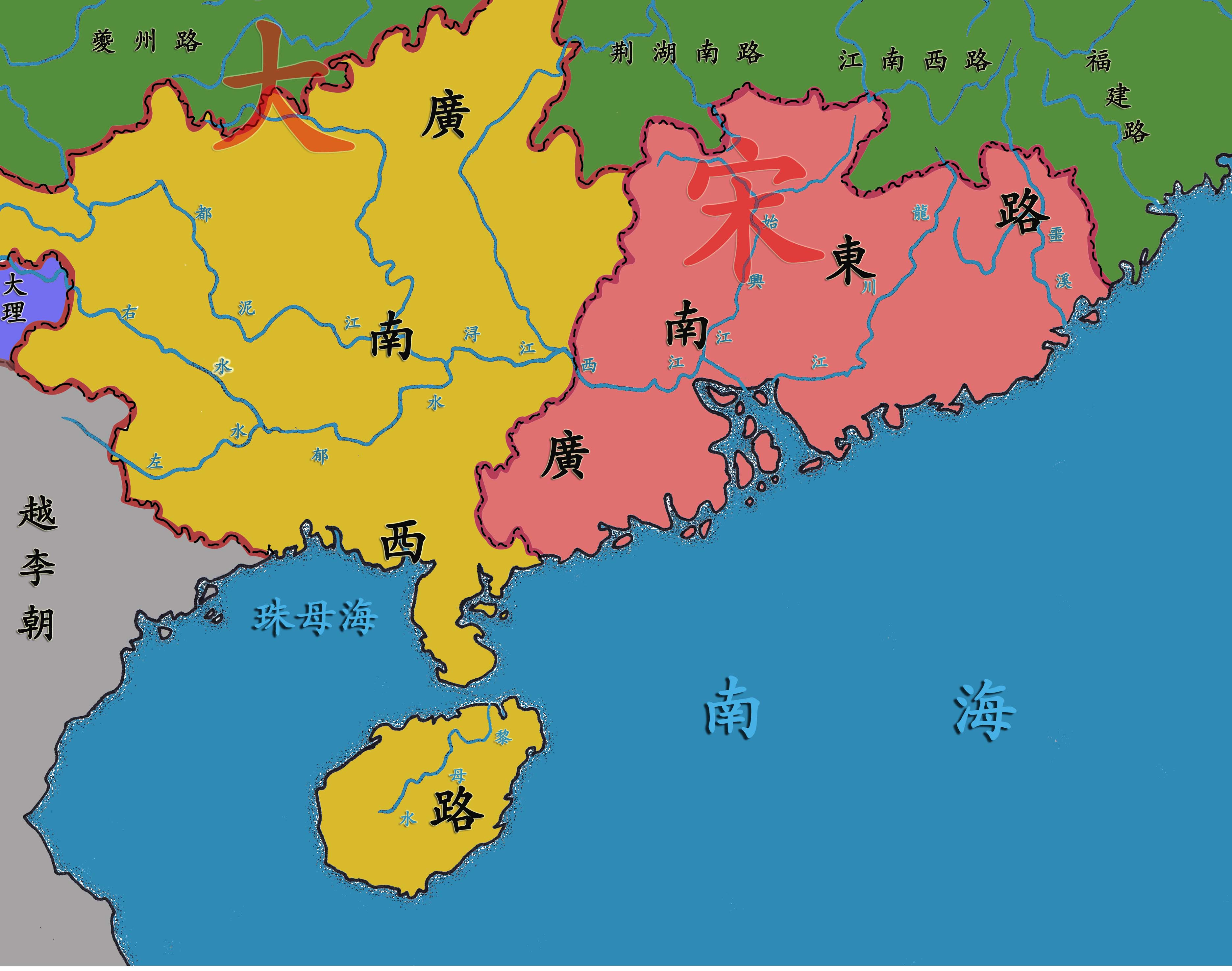
宋两广与海南岛

宋初，复置岭南道，后来改为广南道，继而改道为路，至道十五路改革将岭南分为广南东路和广南西路，为两广分野之始。南宋末年，元军攻陷都城临安后，陆秀夫、陈宜中等拥立赵昺为帝，退入广南东路，将行朝迁往新会崖山继续抗元，元至元十六年（1279），元军张弘范攻陷崖山，经崖山海战之后，陆秀夫抱少帝赵昺投海，南宋至此而亡。
元朝平定岭南后，将原宋朝广南东路辖区归江西行省管辖，原广南西路划归湖广行省管辖。

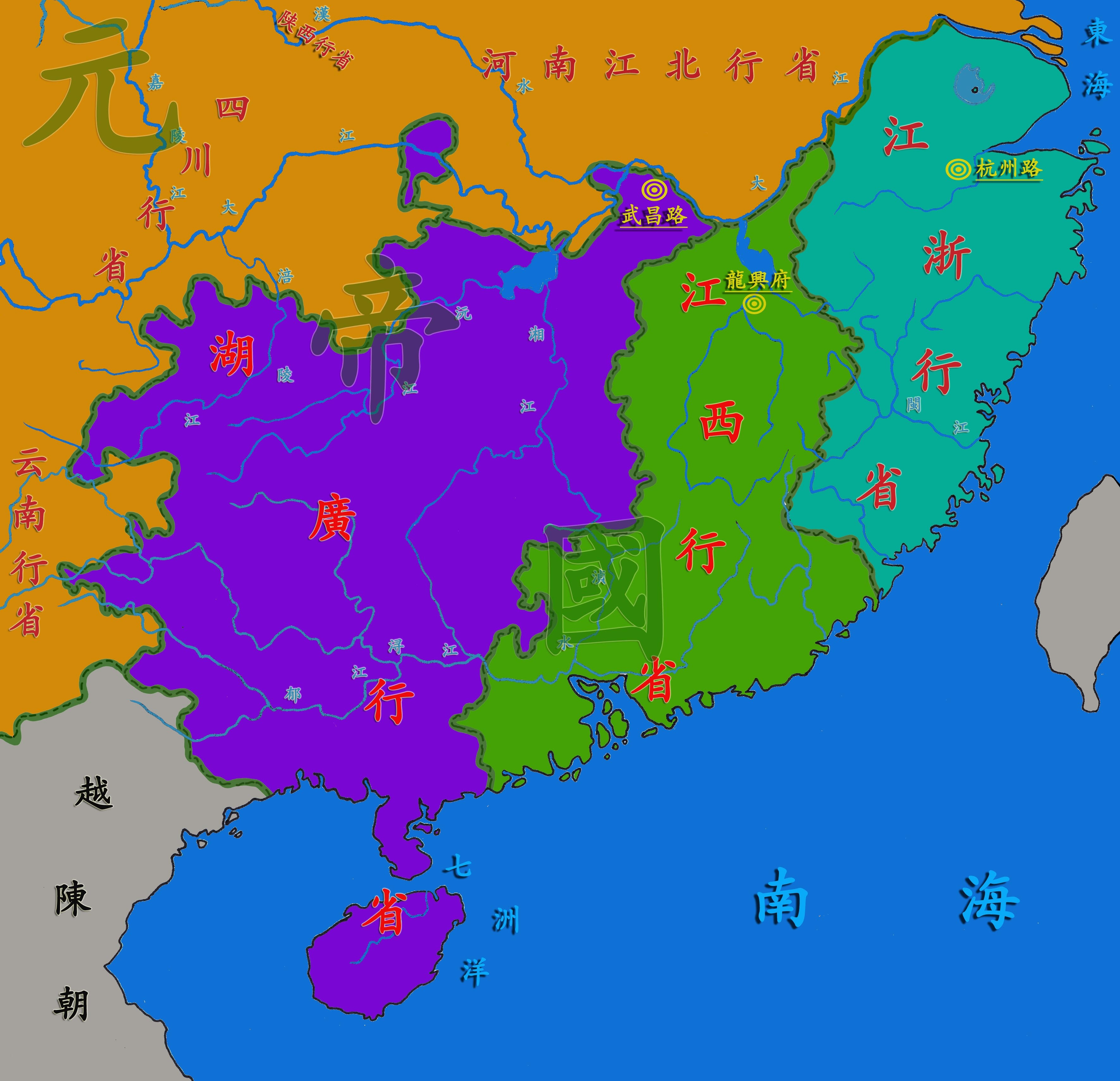
元 湖广行省，江西行省统治下的广东

## 明清时期
明朝，改广东道为广东等处行中书省，并将海北海南道改隶广东，广东遂成为明朝的十三行省之一。洪武十七年（1384年），沿边设卫所，以巩固海防。
进入16世纪，地理大发现后，入粤通商的欧洲人越来越多。明万历五年（1577年），葡萄牙人向明廷请租香山县澳门为定居贸易地，天主教也在传教士带动下由广东传往内陆。

明朝灭亡后，广东境内存在多个南明政权，清顺治三年（1646年），南明隆武政权的大学士苏观生在广州拥立唐王朱聿 为帝，号绍武，广西巡抚瞿式耜等于肇庆拥立桂王朱由榔为帝，号永历。这两个南明政权为争正统互相火并，又起兵勤王抗清，绍武政权最先被清军所灭，永历政权西迁梧州，余部在广东与清军展开拉锯战。顺治五年（1648年），清朝广东提督李成栋在广州倒戈归明，广东全境复归永历政权。直至顺治七年（1650年）清军攻入广州，顺治九年（1652年）攻下琼州府，广东全境遂为清廷所统治。至顺治十八年（1661年），广东境内的抗清势力全部被灭。清廷以平南王尚可喜镇守广东。康熙二十一年（1682年）下令撤除藩府，统治广东三十余年的尚藩割据势力至此被铲除。

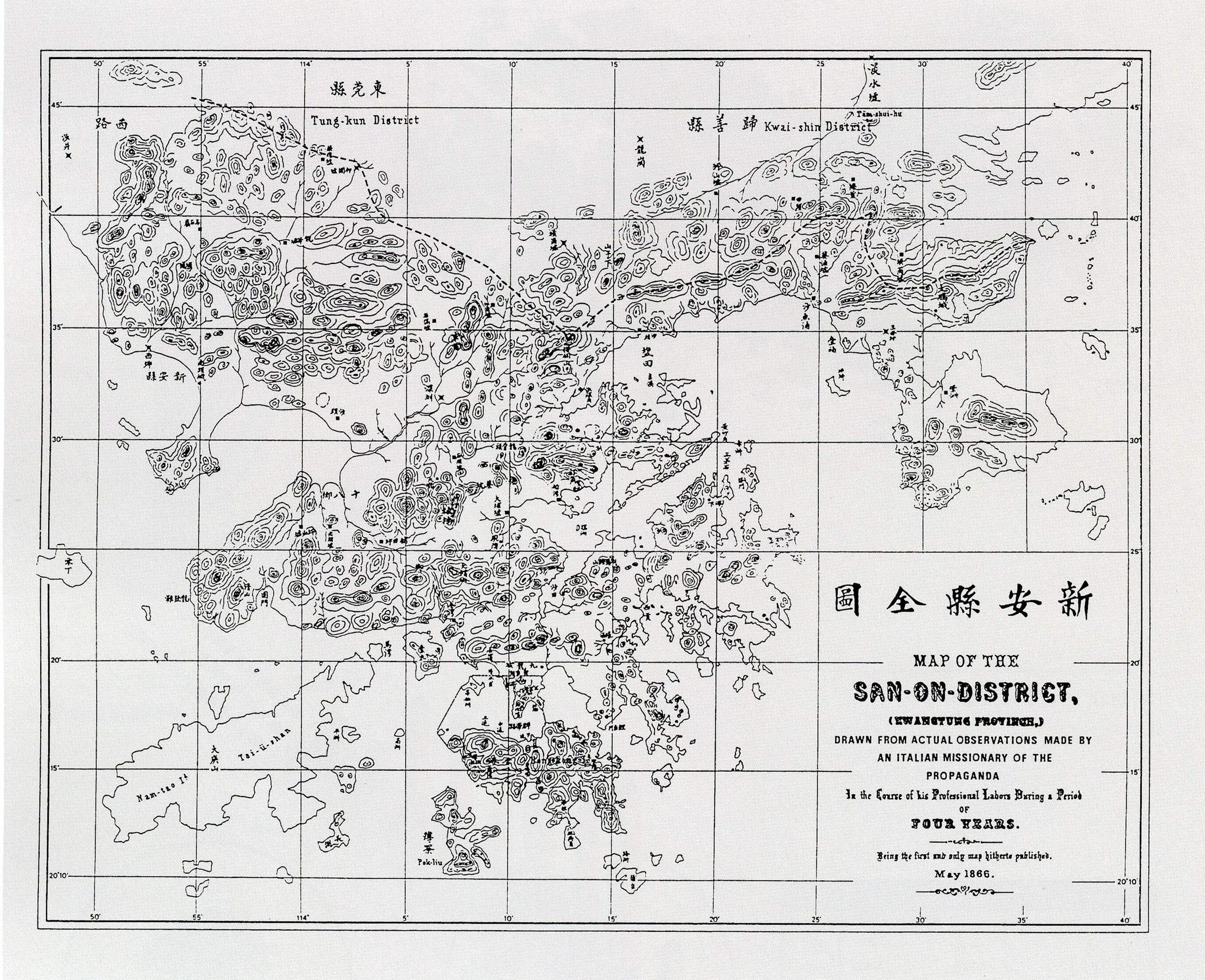
1866年（清同治七年）的《新安縣全圖》，圖中可見東莞縣、新安縣和歸善縣的分佈。

清廷为控制南方，于康熙元年（1662年）三月实施迁界令，东起饶平、西至钦州等24州县的居民被勒令内迁50里，康熙三年（1664年）五月又下令再内迁30里，在界外的顺德、番禺、南海及海阳4县居民随之内迁。数百万被迁人口流离失所，田地抛荒，直至康熙二十三年（1684年）一月才得以全面复界。
道光二十年（1840年），第一次鸦片战争在广东打响，道光二十二年（1842年），清政府与英国签订《南京条约》，割让广东新安县城外50公里的香港岛。咸丰六年（1856年），广州发生亚罗号事件，英法联军在广州城战役后占据广州，第二次鸦片战争爆发。咸丰十年（1860年），清政府与英国签订《北京条约》，割让广东新安县的九龙半岛。英法联军依约于咸丰十一年（1861年）十月撤出广州。
清末，由于广东接触西方文化最早也最多，广东出现了一批较为突出的先进思想家，积极探求救国图强之路，以康有为、梁启超为代表的维新派公车上书，推动戊戌变法，以孙中山为代表的革命党人则希望推翻封建统治、建立共和制度。1907年5月在饶平县的黄冈起义，打响了革命党人反清第一枪。1911年4月，在广州发动更大规模的黄花岗起义。广东成为中国近代民主革命运动的中心。

## 民国时期

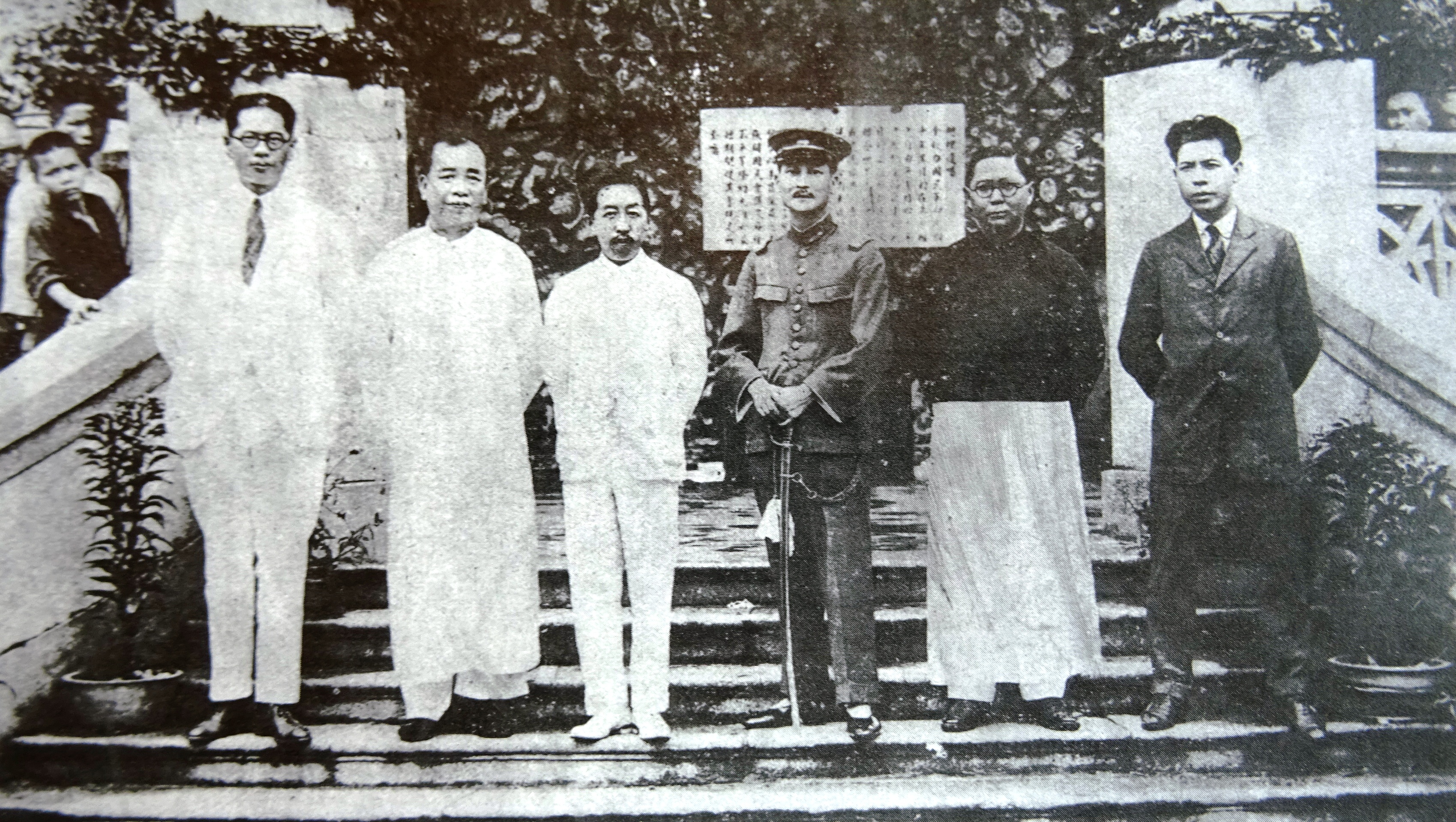
1925年在廣州中央公園音樂亭的首屆省政府各首長，左到右：商務廳長宋子文，民政廳長古應芬，財政廳長廖仲愷，軍事廳長兼省務會議主席許崇智，建設廳長孫科，農工廳長陳公博。

武昌起义成功后，加上十八路民军“威迫省垣”， 两广总督张鸣岐被迫同意广东“和平独立”。1911年11月9日，广州各界代表在广东咨议局举行大会，在同盟会会员陈景华、邓慕韩等人的主持下，宣布广东共和独立。11月10日，胡汉民就任都督，宣布成立广东军政府，废除了清代的各级建制，任命多位同盟会会员出任各部部长，并组织以姚雨平为司令的八千人北伐军誓师北伐。
南北议和后，袁世凯当政。1912年5月1日，广东都督胡汉民通电反袁，被袁免职。6月18日，继任广东都督的陈炯明也于宣布广东独立，通电讨袁。7月，袁世凯任命龙济光为广东宣抚使，率兵进攻广州，陈炯明出走香港。8月11日，龙济光任广东都督，成为袁世凯在广东的代理人。孙中山、朱执信、邓铿等革命党人先后多次策划和领导反抗龙济光的武装起义，但均失败。1916年，北洋政府国务总理段祺瑞任陆荣廷为广东督军，朱庆澜为省长，龙济光率残部退往海南岛。陆荣廷进入广东后，安插桂系人员控制广东军政要职，迫使非桂系的朱庆澜辞职，开始了桂系对广东的统治。1917年7月，孙中山在广州发动“护法运动”，因桂系、滇系军阀暗中和议宣告失败。1920年8月，孙中山令援闽粤军总司令回师广东讨伐桂系军阀，第一次粤桂战争爆发，在民众的配合和支持下，粤军一举攻克广州，结束桂系在广东的统治。
桂系被逐往广西后，孙中山返广州主持政局，恢复军政府，任陈炯明为广东省长兼粤军总司令。1921年4月7日，在广州召开国会非常会议参众两院联合会，通过了《中华民国政府组织大纲》，成立中华民国政府，孙中山当选为非常大总统，为第二次在广州建立革命政权。1921年6月，第二次粤桂战争爆发，以桂系彻底失败告终。因北伐政见不合，1922年6月，陈炯明发动六一六武装政变，电请孙中山下野，孙中山于8月9日离开广州前往上海，后委任粤军许崇智为东路讨贼军总司令，联络杨希闵的滇军、刘震寰的桂军，组成西路讨贼军，共同讨伐陈炯明。1923年1月，西路讨贼军进入粤境，陈炯明大败，退至惠州。1923年2月21日，孙中山离沪赴粤，重建大元帅府，就任陆海军大元帅，重筹北伐，第三次在广州建立革命政权。其后，促成第一次国共合作，在广州创办黄埔军校，调整大元帅府和广东省政府，使广东省的各项工作逐步走上正轨。在“联俄、联共、扶助农工”方针下，广东的工农运动达到高潮，开办广州农民运动讲习所，举行了持续一年四个月的省港大罢工。1925年1月、9月，广东革命政府先后两次东征，击败陈炯明残部，收复整个东江地区。1925年7月1日，中华民国国民政府在广州正式建立。7月3日，改组广东省政府，废省长制，设省务会议，推举许崇智为主席，下设民政、财政、军政、建设、教育、商务、农工7厅。1926年2月，击败盘踞海南的邓本殷部下，实现了广东全境统一。
1927年，在中国国民党清党期间，广州爆发四一五事变，广东各地的共产党组织纷纷举行武装起义，先后失败。11月，汪精卫派系下的张发奎、黄琪翔发动“张黄事变”，意图驱逐主政广东的李济深及新桂系。12月11日，张太雷和叶挺、恽代英、叶剑英发动广州起义，失败后，张发奎被迫下野，广东的共产党人把主要力量转移到农村，在东江地区和海南岛建立根据地。
1929年蒋桂战争后，第四军军长陈济棠逐渐得到蒋介石的信任，遂执掌了广东的军政大权，广东在其治下实际上维持着半独立的状态。其治粤八年，大力发展工商业、交通及文化教育事业，社会相对安定，成为民国期间广东经济发展较快的时期。1936年，蒋介石要求两广还政中央，两广事变爆发。陈济棠被迫出走香港，广东遂归蒋介石控制。
1937年，日军全面侵华。1938年6月20日，日军集结20多艘战舰与4架飞机对南澳岛进行轰炸，21日登陆，南澳宣告沦陷。1938年10月，日军在粤东大亚湾突袭登陆，长驱直进，广东省政府、国民党省党部和第四路军总司令部撤退到粤北，韶关成为广东战时省会。10月21日，省城广州沦陷。1939年6月21日，日军进攻汕头，由于国军战略放弃，汕头于当日下午攻陷，7日后日军攻占潮州。之后国军在桑浦山一带展开利用丘陵地势与日军的拉锯战。1939年12月和1940年5月，日军企图进攻粤北，两次粤北会战均以中国军队胜利而告终，并在清远、从化、佛冈、龙门等地区的山区构筑起上百公里的工事防线，形成了长期与日军对峙的局面。此外，中国共产党在广东东江、珠江三角洲一带和海南岛组建抗日武装（即后来的东江纵队、珠江纵队和琼崖纵队），领导敌后群众开展游击战。1945年8月，日本政府宣布投降。9月16日，侵粤日军签字投降仪式在中山纪念堂举行，由中国第二方面军司令官张发奎受降。
1946年6月，国共内战爆发，中共广东区党委以民众名义开展游击战争，在毗邻省份边界建立边界游击根据地。1949年9月，中国人民解放军率南下部队和共产党的地方武装，分左、右、南三路向广东进军。10月14日，宣告占领广州。12月21日，占领湛江，解放大陆全境。1950年8月，南澳岛、海南岛、万山群岛等沿海大小岛屿全部解放。

## 中华人民共和国时期
中华人民共和国建国后，1949年11月6日，广东省人民政府正式成立。1957年起，广东和全国一样，先后开展了反右派斗争、“大跃进”运动、四清运动。1965年，将合浦专区所属各县连同北海市划归广西壮族自治区。1966年开始的文化大革命，对广东带来十分严重的破坏。
1978年11月，中共广东省委书记习仲勋在中央工作会议上，向中央提出了给广东以更大的自主权，以便发展广东经济的要求。1979年7月，中共中央、国务院同意广东在对外经济活动中实行特殊政策和灵活措施。1980年，全国人大常委会批准《广东省经济特区条例》，在广东省毗邻港澳的深圳、珠海和侨乡汕头设置经济特区。1985年，设立珠江三角洲经济开放区。1988年，将海南行政区从广东省划出，成立海南省，建立海南经济特区。从此，广东突破了长期以来实行的高度集中统一的计划经济管理模式，抓住香港、台湾制造业产业转移的大势，经济开始迅猛发展，涌现出“广东四小虎”等经济明星城市。全国各地成千上万的劳动者纷纷南下广东，民间流传“东南西北中，发财到广东”的俗语。1989年，广东经济总量跃居全国各省市之首。
1992年，邓小平南巡广东，肯定了广东改革开放、建立经济特区的成绩，并提出了广东20年内赶上“亚洲四小龙”的要求。1994年，珠江三角洲经济区成立，日后成为全国发展程度最高的三大区域之一。